# هوندا سي بي 650 كستم
هوندا سي بي 650 كستم(بالإنجليزية: Honda CB650 custom)‏ هي دراجة نارية من تصنيع هوندا.